# Rosaleda de la Casa Blanca

La rosaleda de la Casa Blanca (en inglés, White House Rose Garden) es una zona ajardinada que rodea el Despacho Oval y el ala oeste de la Casa Blanca en Washington, Estados Unidos. El jardín mide aproximadamente 38 metros por 18 metros. Equilibra el jardín Jacqueline Kennedy en el lado este del complejo de la Casa Blanca. Se utiliza comúnmente como escenario para recepciones y eventos mediáticos debido a su proximidad a la Casa Blanca.

Ubicación del jardín de rosas, en el Ala Oeste.

## Historia
Antes de 1902, el área que cubre el actual Despacho Oval, Sala de Gabinetes y jardín de rosas contenía establos extensos que albergaban caballos y carruajes. También había un jardín de invierno en la zona. Durante la renovación de la Casa Blanca por parte de Roosevelt en 1902, la primera dama Edith Roosevelt estableció un "jardín colonial adecuado" en lugar del invernadero. El jardín de rosas de la Casa Blanca fue establecido en 1913 por Ellen Louise Axson Wilson, esposa de Woodrow Wilson. En 1935, el presidente Franklin D. Roosevelt encargó a Frederick Law Olmsted Jr. que rediseñara el jardín e instaló muebles de hierro fundido.

### Renovación de 1961
En 1961, durante la administración de John F. Kennedy, el jardín fue rediseñado en gran medida por Rachel Lambert Mellon mismo tiempo que se realizaron extensos trabajos de reparación en el jardín este. Mellon creó un espacio con un césped central más definido, bordeado por macizos de flores que se plantaron en un estilo de jardín formal francés mientras se utilizaban principalmente especímenes botánicos estadounidenses. Aunque las plantaciones individuales se cambian con frecuencia de acuerdo con los deseos de la administración titular, hasta 2020 el jardín siguió el mismo diseño establecido por primera vez por Mellon, donde cada macizo de flores se plantó con una serie de manzanos silvestres 'Katherine' del género malus, de color rosa pálido, y tilos 'Littleleaf' bordeados por setos bajos de tomillo dispuestos en forma de diamante. En 2019, los manzanos silvestres 'Katherine' fueron reemplazados en por una variedad de flores blancas llamada 'Spring Snow' que no funcionó bien. Además, los bordes exteriores del macizo de flores que daban al césped central estaban bordeados con madera de boj, y cada una de las cuatro esquinas del jardín estaba puntuada por Magnolia × soulangeana, concretamente, la obtención de ejemplares que se encontraron creciendo a lo largo de las orillas de la Cuenca Tidal.

All [President Kennedy’s] happiest hours were in the garden.
Todas las horas más felices [del presidente Kennedy] fueron en el jardín.
Jacqueline Kennedy (1966)

Desde entonces, las rosas han sido las plantas florales principales en el jardín, incluyendo un gran número de rosas grandiflora Queen Elizabeth, junto con las rosas de té ' Pascali ', ' Pat Nixon ' y ' King's Ransom '. Una rosa arbustiva, ' Nevada ', también sirvió para agregar una nota fresca de coloración blanca al paisaje. Las flores de temporada se intercalan aún más para agregar color y variedad al jardín casi todo el año. Algunos de los bulbos que florecen en primavera plantados en el jardín de rosas incluyen junquillo, narciso, fritillaria, jacinto de uva, tulipanes, chionodoxa y escila. Las anuales que florecen en verano se cambian casi cada año. En el otoño, el crisantemo y la col rizada en flor aportan un color predominante hasta los primeros días de invierno. En una tradición, cada verano se colocan gnomos de jardín el 1 de julio, representando el número de presidentes vivos en ese momento.

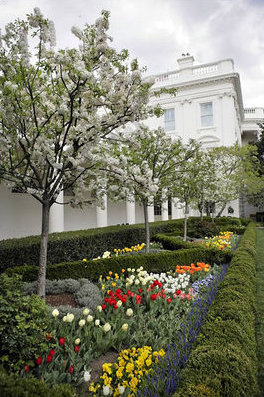
El diseño de floral de los parterres y manzanos en flor que permanecieron desde su concepción por Jacqueline Kennedy hasta la reforma de Melania Trump en 2020, después de la cual se talaron los árboles y quitaron las flores que fueran de color.

### Renovación de 2020
La gran renovación realizada por encargo de Jacqueline Kennedy dio más color y protagonismo a las plantas, principalmente tulipas, dando un abanico de colores cambiante durante todo el año. En primavera, se juntaba con la floración de los manzanos japoneses dispuestos en línea. Si bien desde los años 1960, los siguientes mandatarios plantaron especies concretas, el diseño, así como la mayor parte de especies permanecieron hasta la administración Barack Obama, que fue el último en dejar la esencia de los Kennedy. En agosto de 2020, la primera dama Melania Trump, ordenó talar todos los manzanos japoneses, así como las tulipas y demás flores que dieron color al jardín durante los últimos 60 años. Melania, diseñó una renovación total buscando un diseño sobrio, quitando los colores para buscar una gama de blancos y rosa pálidos. Esa reforma tan drástica generó una ola de rechazo en parte de la sociedad estadounidense. Por un lado, surgió la campaña " #MarieAntoinette " que comparaba el dispendio de María Antonieta de Austria en un momento especialmente delicado por las penurias de Francia, con el realizado por Melania en plena pandemia de COVID-19, gastando el dinero público en ese cambio cuando el país estaba siendo golpeado por la pandemia a nivel de muertes y pérdidas de trabajo. En esa línea, personajes como la actriz estadounidense, Mia Farrow, denunció: "Triste. Antes era encantador. 30 millones de estadounidenses no tienen suficiente comida y haces esto, a nuestro cargo". Por otro lado, se afeó que la administración Trump borrase el legado de los Kennedy que había perdurado durante tres décadas, con demócratas y republicanos como huéspedes de la Casa Blanca. Tres semanas después del anuncio de inauguración, se tuvo que cerrar temporalmente por problemas en las obras realizadas.

## Diseño y horticultura

### Las rosas
En paralelo a los ventanales del Ala oeste, se sitúan dos grandes franjas de parterres que delimitan por norte y sur el jardín, además de las rosas, se incluyen otras especies como nepeta cataria, senecio leucopeplus, impatiens walleriana, lilium speciosum, zinnia entre otras, si bien el protagonismo a lo largo de la historia fueron las diferentes variaciones que los mandatarios plantaron en el jardín. Según el anuario de la Casa Blanca de 2020, los jardines cuentan con más de 50 variedades de rosas que a lo largo de su historia, diferentes presidentes decidieron modelar según los gustos de la época o, en algunos casos, creando variades únicas como el caso del presidente Herbert Hoover con la variedad Rosa ‘Mrs. F.D. Roosevelt’ en honor a su mujer, en otros a referentes políticos, como el caso de George W. Bush con la plantación de la variedad de rosas ‘Ronald Reagan’ en honor al expresidente Reagan.

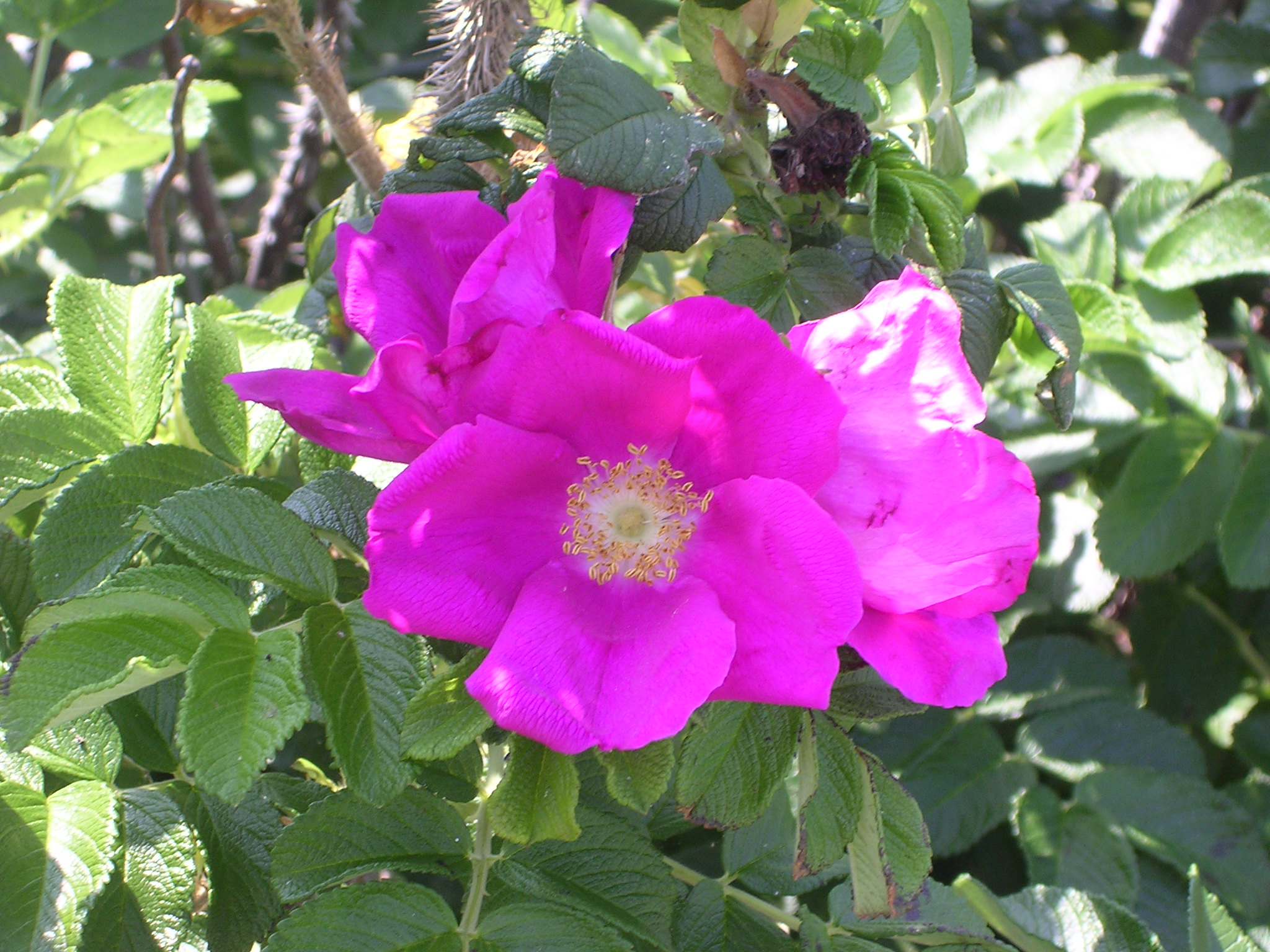
Ejemplar de rosa rugosa, elegida en 1900 durante la administración McKinley.

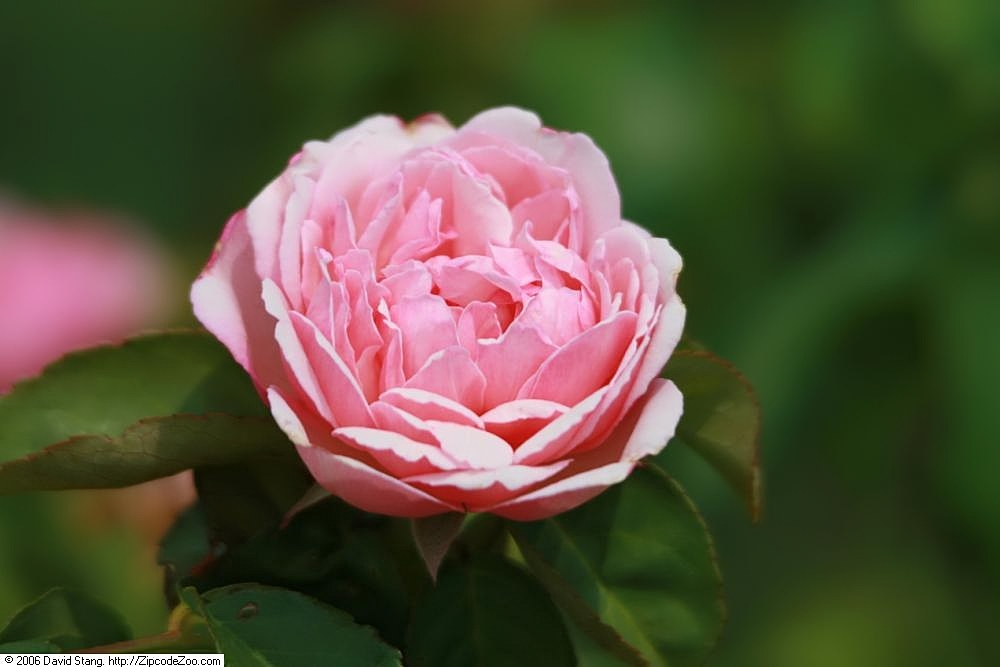
Ejemplar de Rosa ‘Duchesse de Brabant’, elegida en 1907 durante la administración Roosevelt.

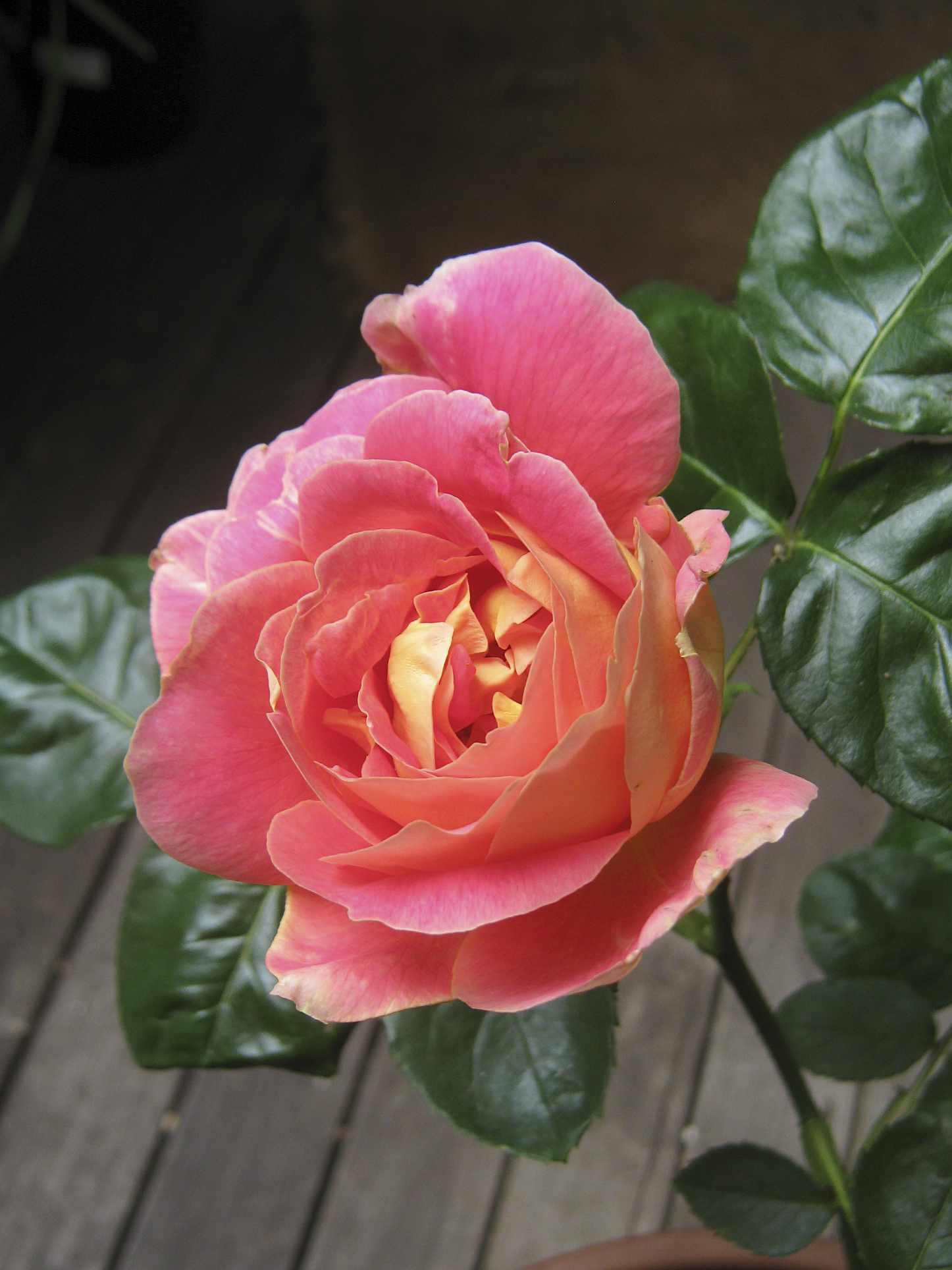
Ejemplar de Rosa 'Condesa de Sástago', elegida en 1952 durante la administración Truman, una de los dos cultivares de España elegidos para el jardín.

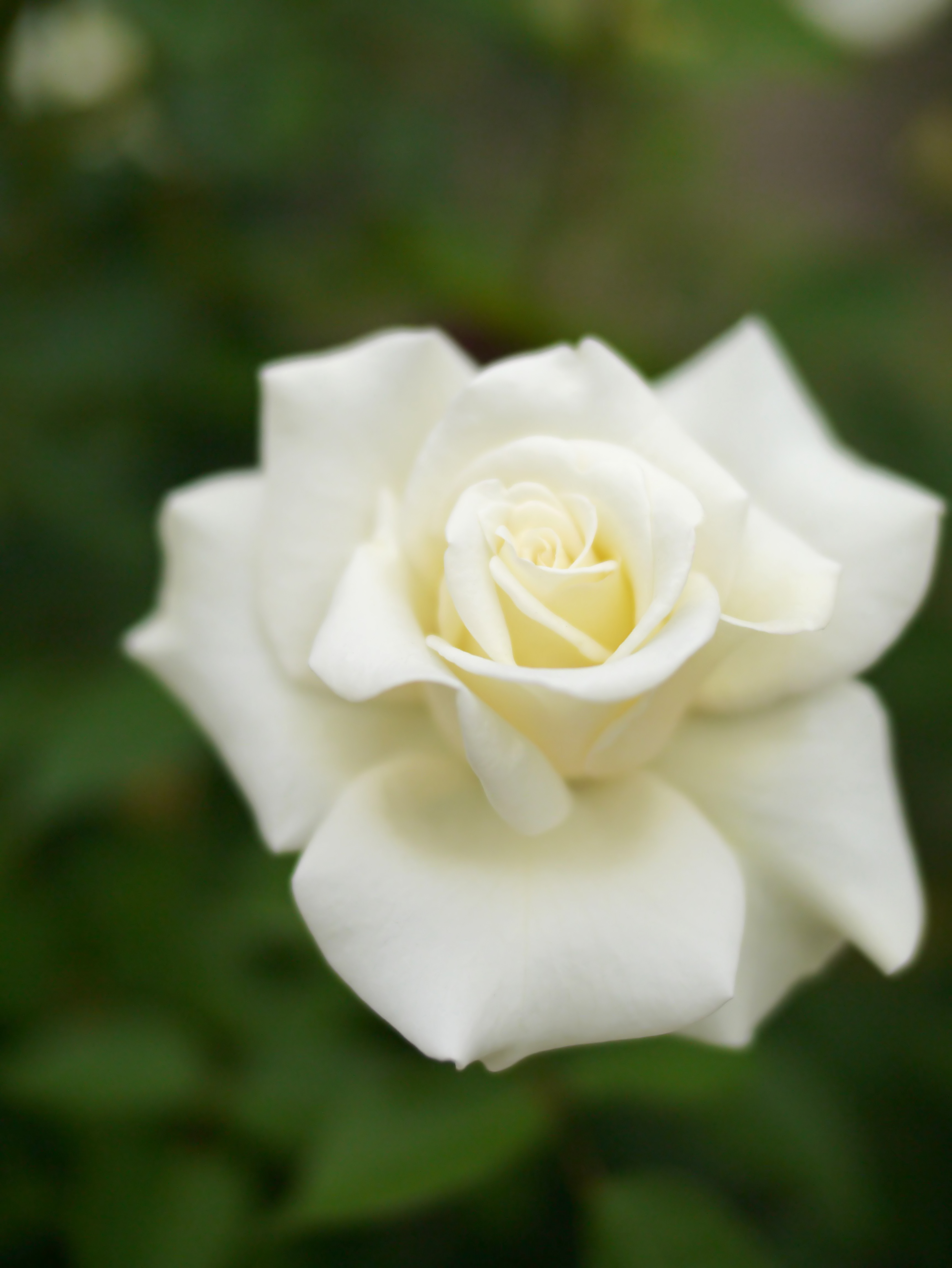
Ejemplar de Rosa 'John F. Kennedy', variedad en honor póstumo al presidente Kennedy y plantada en 1969 por la administración de Lyndon B. Johnson.

| Origen         | Variedad                | Año  | Mandato          |
| -------------- | ----------------------- | ---- | ---------------- |
| Estados Unidos | Rosa ‘American Beauty’  | 1899 | Grover Cleveland |
| Estados Unidos | Rosa ‘Empress of China’ | 1900 | William McKinley |
| Japón          | Rosa rugosa             | 1900 | William McKinley |

| Origen      | Variedad                         | Año  | Mandato               |
| ----------- | -------------------------------- | ---- | --------------------- |
| Alemania    | Rosa 'Kaiserin Auguste Viktoria' | 1907 | Franklin D. Roosevelt |
| Reino Unido | Rosa ‘Killarney’                 | 1907 | Franklin D. Roosevelt |
| Francia     | Rosa ‘Duchesse de Brabant’       | 1907 | Franklin D. Roosevelt |

| Origen         | Variedad                                  | Año  | Mandato               |
| -------------- | ----------------------------------------- | ---- | --------------------- |
| Estados Unidos | Rosa ‘Red Radiance’                       | 1916 | Woodrow Wilson        |
| Reino Unido    | Rosa ‘Lady Hillington’                    | 1922 | Warren G. Harding     |
| Francia        | Rosa ‘Antoine Rivoire’                    | 1922 | Warren G. Harding     |
| Estados Unidos | Rosa ‘President Herbert Hoover’           | 1930 | Herbert Hoover        |
| Francia        | Rosa ‘Ophelia’                            | 1932 | Herbert Hoover        |
| Estados Unidos | Rosa 'Madame Butterfly'                   | 1932 | Herbert Hoover        |
| Estados Unidos | Rosa ‘General MacArthur’                  | 1932 | Herbert Hoover        |
| Estados Unidos | Rosa ‘My Maryland’ (no disponible)        | 1932 | Herbert Hoover        |
| Estados Unidos | Rosa ‘Mrs. F.D. Roosevelt’                | 1933 | Franklin D. Roosevelt |
| Estados Unidos | Rosa ‘Texas Centennial’                   | 1935 | Franklin D. Roosevelt |
| Luxemburgo     | Rosa ‘Grande Duchesse Charlotte’          | 1942 | Franklin D. Roosevelt |
| Estados Unidos | Rosa ‘Radiance’                           | 1947 | Harry S. Truman       |
| Francia        | Rosa ‘Mrs. P.S. DuPont’                   | 1952 | Harry S. Truman       |
| Reino Unido    | Rosa ‘Christopher Stone’                  | 1952 | Harry S. Truman       |
| Países Bajos   | Rosa ‘Etoile de Hollande’                 | 1952 | Harry S. Truman       |
| Estados Unidos | Rosa ‘Eclipse’                            | 1952 | Harry S. Truman       |
| Estados Unidos | Rosa ‘Diamond Jubilee’                    | 1952 | Harry S. Truman       |
| Alemania       | Rosa ‘Crimson Glory’                      | 1952 | Harry S. Truman       |
| Alemania       | Rosa ‘Pinocchio’                          | 1952 | Harry S. Truman       |
| Estados Unidos | Rosa ‘Red Pinocchio’                      | 1952 | Harry S. Truman       |
| Alemania       | Rosa ‘Independence’                       | 1952 | Harry S. Truman       |
| España         | Rosa 'Condesa de Sástago'                 | 1952 | Harry S. Truman       |
| Estados Unidos | Rosa ‘Improved Lafayette’                 | 1952 | Harry S. Truman       |
| Australia      | Rosa ‘Mrs. R.M. Finch’                    | 1952 | Harry S. Truman       |
| Estados Unidos | Rosa ‘Vogue’                              | 1952 | Harry S. Truman       |
| Estados Unidos | Rosa ‘Fashion’                            | 1952 | Harry S. Truman       |
| Francia        | Rosa 'Peace'                              | 1952 | Harry S. Truman       |
| Estados Unidos | Rosa ‘Helen Traubel’                      | 1961 | Dwight D. Eisenhower  |
| Estados Unidos | Rosa ‘Speaker Sam’ (no disponible)        | 1962 | John F. Kennedy       |
| Alemania       | Rosa ‘Iceberg’                            | 1962 | John F. Kennedy       |
| Estados Unidos | Rosa 'Queen Elizabeth'                    | 1963 | John F. Kennedy       |
| Bélgica        | Rosa ‘Pascali’                            | 1963 | John F. Kennedy       |
| Estados Unidos | Rosa ‘King’s Ransom’                      | 1963 | John F. Kennedy       |
| España         | Rosa ‘Nevada’                             | 1963 | John F. Kennedy       |
| Reino Unido    | Rosa ‘Betty Prior’                        | 1963 | John F. Kennedy       |
| Estados Unidos | Rosa ‘Saratoga’                           | 1963 | John F. Kennedy       |
| Estados Unidos | Rosa ‘John F. Kennedy’ (en honor póstumo) | 1969 | Lyndon B. Johnson     |
| Estados Unidos | Rosa ‘White Bouquet’                      | 1979 | Jimmy Carter          |
| Países Bajos   | Rosa ‘Rosalynn Carter’                    | 1979 | Jimmy Carter          |
| Francia        | Rosa ‘Pat Nixon’                          | 1979 | Jimmy Carter          |
| Estados Unidos | Rosa ‘Sea Foam’                           | 1984 | Ronald Reagan         |
| Estados Unidos | Rosa ‘Nancy Reagan’                       | 1984 | Ronald Reagan         |
| Estados Unidos | Rosa ‘White Lightnin’                     | 1984 | Ronald Reagan         |
| Alemania       | Rosa ‘Erfurt’                             | 2004 | George W. Bush        |
| Reino Unido    | Rosa ‘Francesca’                          | 2004 | George W. Bush        |
| Reino Unido    | Rosa ‘Danaë’                              | 2004 | George W. Bush        |
| Estados Unidos | Rosa ‘John Paul II’                       | 2008 | George W. Bush        |
| Estados Unidos | Rosa ‘Ronald Reagan’                      | 2008 | George W. Bush        |
| Estados Unidos | Rosa ‘Laura Bush’                         | 2008 | George W. Bush        |
| Estados Unidos | Rosa ‘Barbara Bush’                       | 2008 | George W. Bush        |
| Estados Unidos | Rosa ‘Opening Night’                      | 2008 | George W. Bush        |
| Francia        | Rosa ‘Love’s Promise’                     | 2012 | Barack Obama          |

### Los árboles y arbustos

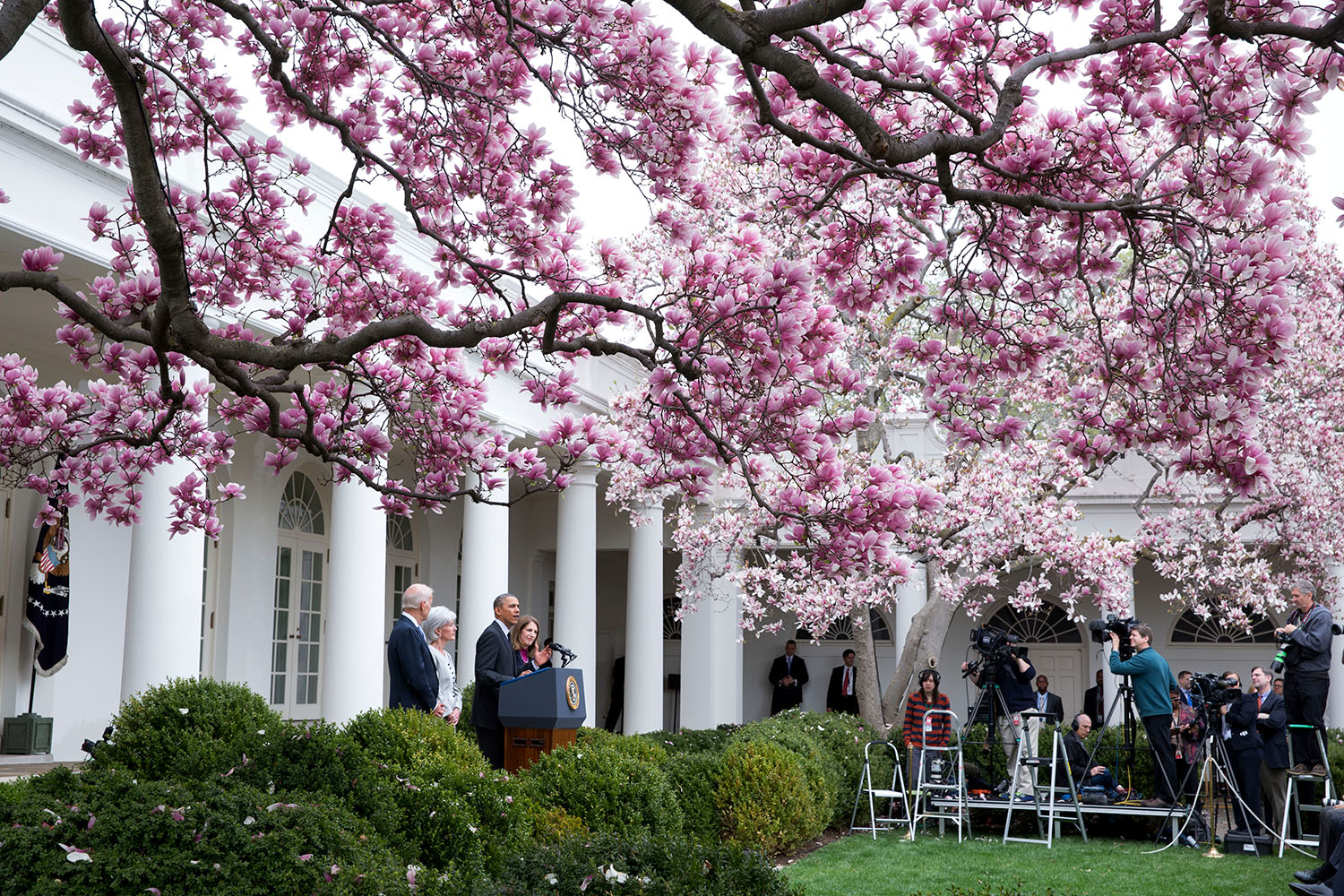
El entonces presidente Barack Obama, bajo las flores de la magnolia (2014), en el jardín de rosas.

Listado de especies de árboles del jardín en la actualidad, plantados por las diferentes administraciones.
- 1935, Magnolia grandiflora plantados por la administración de Franklin D. Roosevelt. Otra más en 1957.
- 1945, plantada por la administración de Franklin D. Roosevelt
  - Osmanthus heterophyllus, otros en 1962, 1982, 1991, 1994, 1995, 2014, 2017.
- 1959, Elaeagnus pungens, plantados por primera vez por la administración de Dwight D. Eisenhower. Otro en 1962.
- 1962, plantados durante la gran reforma realizada por la administración de John F. Kennedy:
  - Buxus microphylla, otros en 1981, 2000, 2002, 2004, 2010.
  - Buxus sempervirens, otros en 1996, 2000, 2004, 2009.
  - Crataegus phaenopyrum, otros en 1994, 2005, 2011.
  - Ilex x attenuata
  - Magnolia × soulangeana, otros en 1962, 1991.
  - Malus floribunda
  - Malus ‘Katherine’, otros en 2003, 2010, 2019.
  - Viburnum carlesii
- 1964, Quercus phellos, por la administración de Lyndon B. Johnson.
- 1976, Pachysandra terminalis, por la administración de Ronald Reagan.
- 1978, Camellia japonica, por la administración de Jimmy Carter.
- 1982, Vinca minor, por la administración de Ronald Reagan.

### Mobiliario y decoración
El jardín cuenta con varios parterres, formando dos franjas rectangulares en paralelo al ala oeste, unidos por diferentes caminos pavimentados usando materiales como arenisca y grauvaca. En la esquina noroeste además de una cápsula del tiempo en la esquina noreste del jardín.

## Uso oficial e informal

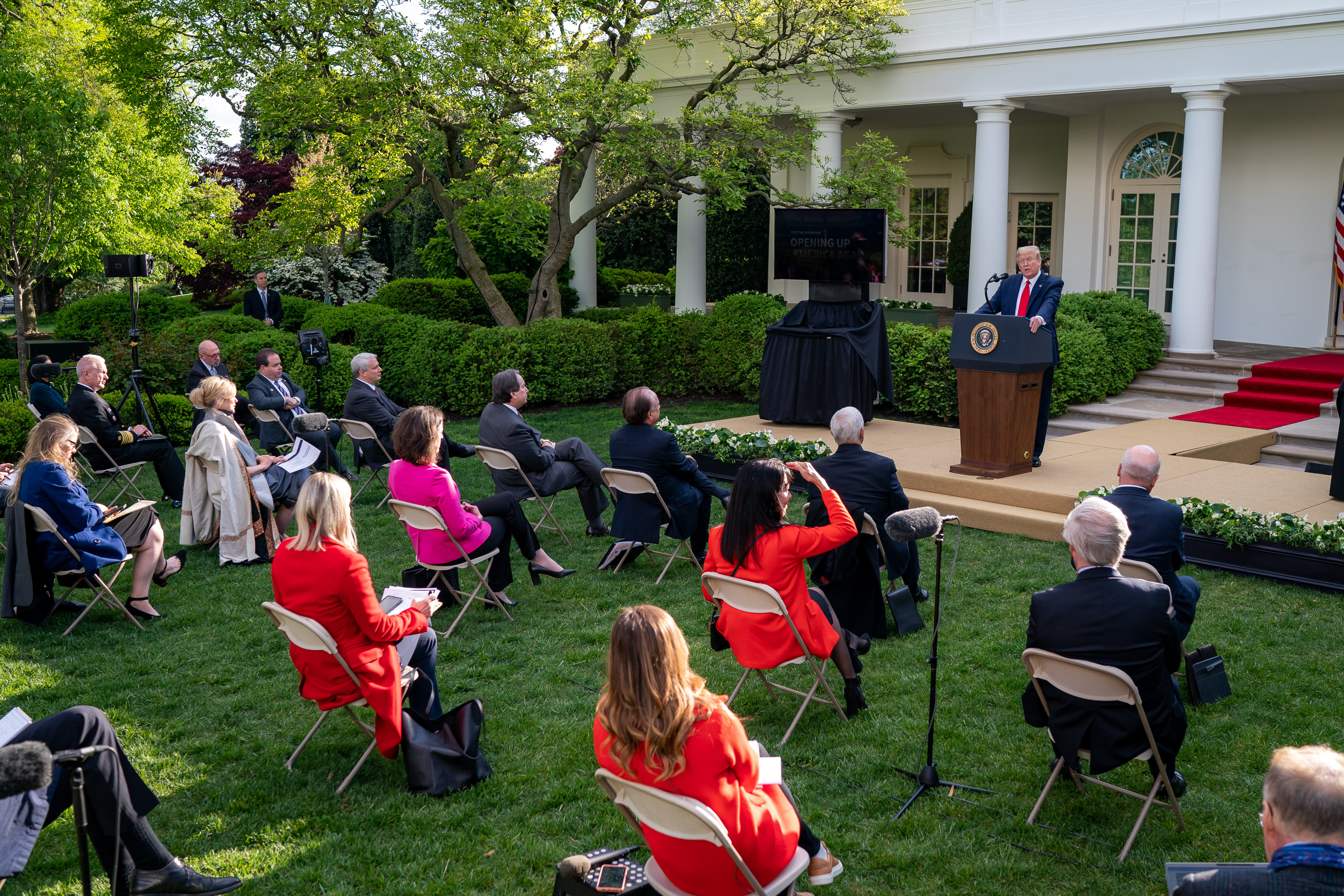
El jardín de rosas, también se ha usado históricamente para ofrecer comunicados. En la imagen, Donald Trump informando sobre la situación de la pandemia de COVID-19 en Estados Unidos (2020).

A partir del establecimiento del jardín a principios del siglo XX, el jardín de rosas se ha utilizado para diferentes eventos. El presidente Woodrow Wilson se reunió allí con la prensa para hacer preguntas informales y el presidente Herbert Hoover comenzó la tradición de dar la bienvenida y ser fotografiado con ciudadanos prominentes en ese punto de la Casa Blanca. Calvin Coolidge usó el jardín para hacer anuncios públicos sobre políticas y decisiones sobre el personal. El presidente John F. Kennedy dio la bienvenida a los astronautas del Programa Mercury en el jardín. Muchas conferencias de prensa presidenciales tienen lugar en el jardín, así como cenas y ceremonias ocasionales en la Casa Blanca. El matrimonio de la hija del presidente Richard Nixon, Tricia, con Edward F. Cox tuvo lugar en el jardín de rosas en 1971. En los últimos años, se han celebrado conferencias de prensa conjuntas con el presidente y un jefe de Estado visitante. Los presidentes suelen recibir a los atletas olímpicos estadounidenses y de las grandes ligas en jardín de rosas después de ganar en sus respectivos deportes. George W. Bush dio la bienvenida a los campeones de la Copa Stanley después de su victoria en 2006. En agosto de 2020, la primera dama Melania Trump pronunció un discurso para la segunda noche de la Convención Nacional Republicana de 2020 en el jardín ante una audiencia de 70 personas. Aunque el jardín de rosas se usa con frecuencia para saludar a visitantes distinguidos y para ceremonias especiales y declaraciones públicas, el entorno contemplativo es a menudo un lugar muy personal y privado para el presidente.

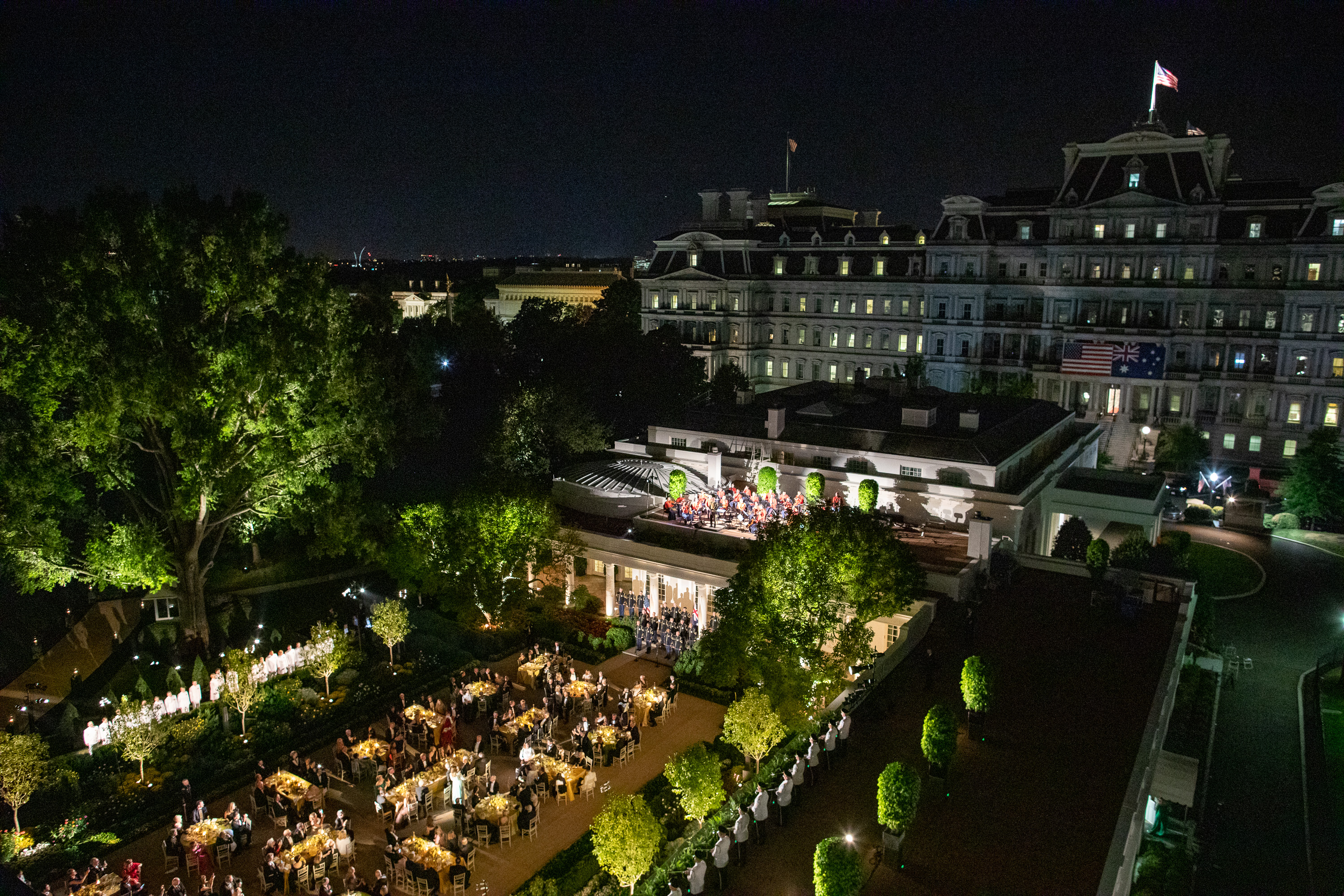
El jardín de rosas, también ha albergado actos privados con el núcleo más próximo de la presidencia, como la Cena de Estado (2019)

El 26 de septiembre de 2020, el presidente Donald Trump anunció su nominación a la Corte Suprema de Amy Coney Barrett en una ceremonia en el Rose Garden ante una audiencia de altos funcionarios de Washington, otros dignatarios y familiares. En un marco de pandemia mundial, pocos asistentes llevaron mascarilla ni se respetaron las distancias sociales, dando a pie a un Brote de COVID-19 en la Casa Blanca, incluyendo la infección del presidente Donald Trump.

### Estrategia "Rose Garden"
La conocida como "estrategia Rose Garden", (estrategia "Jardín de Rosas") se refiere a permanecer dentro o en los terrenos de la Casa Blanca en lugar de viajar por todo el país. Por ejemplo, los esfuerzos iniciales de Jimmy Carter para poner fin a la crisis de los rehenes en Irán (1979-1981) fueron una estrategia del jardín de rosas porque en su mayoría sostuvo discusiones con sus asesores cercanos en la Casa Blanca. El 25 de julio de 1994 se firmó una declaración de paz entre Israel y Jordania en el jardín de rosas.